# ماگدا پاولکووا
ماگدا پاوِلِکووا (Magda Paveleková; ۷ ژوئن ۱۹۳۱ – ۲۰ ژوئیهٔ ۲۰۱۵) بازیگر اهل کشور اسلواکی بود. وی بین سال‌های ۱۹۶۳ تا ۲۰۰۸ میلادی فعالیت می‌کرد. او عمدتاً روی صحنه تئاتر بازی کرد و بیش از ۴۰ سال با تئاتر ملی اسلواکی اجرا داشت. او همچنین در ۱۲ فیلم ایفای نقش کرد.